# Mese mariano

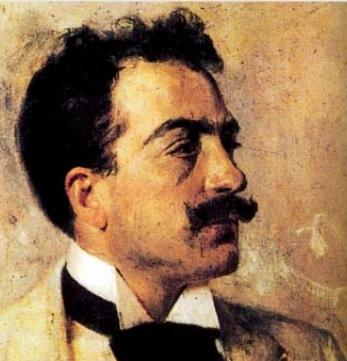
Umberto Giordano

Mese mariano är en opera i en akt med musik av Umberto Giordano. Librettot skrevs av Salvatore Di Giacomo och var byggt på hans pjäs 'O Mese Mariano, som i sin tur byggde på hans roman Senza vederlo. Operan hade premiär på Teatro Massimo i Palermo den 17 mars 1910. Den beskrevs som en bozzetto lirico (lyrisk sketch) och har en speltid på 35 minuter. Den handlar om en kvinna som besöker ett barnhem för att besöka sitt barn. Tyngd av skuld över att ha övergivit honom är hon ovetande om att han dog natten före.

## Historia
Pjäsen, som librettot bygger på, var oerhörd populär i sin tid. Skriven på neapolitansk dialekt hade pjäsen premiär på Teatro San Fernando i Neapel den 20 januari 1900. Giordano, som hade sett pjäsen i Milano, berördes djupt av den och bad Di Giacomo att skriva ett libretto. Di Giacomo accepterade och gick även med på att göra några ändringar från originaldramat. Öppningsscenen, vilken tillät Giordano att inkludera en barnkör, ändrades till barnhemmets soliga bakgård med vyer av det neapolitanska landskapet i bakgrunden. Nunnornas roll blev också mer framträdande och gjorde operan till ett verk med många kvinnliga röster. I detta hänseende (och med tanke på handlingen) föregriper Giordanos verk Giacomo Puccinis Suor Angelica som komponerades sju år senare.

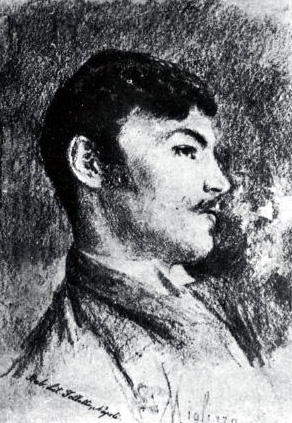
Librettisten Salvatore Di Giacomo

## Uppförandehistorik
Mese Mariano hade premiär på Teatro Massimo i Palermo den 17 mars 1910 dirigerad av Leopoldo Mugnone med Livia Berlendi i huvudrollen som  Carmela. Operan mottogs väl såväl i Palermo som i Rom där den framfördes en månad senare på  Teatro Costanzi. Vid det tillfället dirigerades operan Pietro Mascagni och gavs som dubbelföreställning tillsammans med hans Cavalleria rusticana. Emma Carelli sjöng rollen som Carmela.  
När operan första gången framfördes i Neapel (10 april 1911 på Teatro San Carlo) blev det ingen succé, varpå Giordano och Di Giacomo reviderade verket 1913. Trots att Mascagni ansåg det som en av Giordanos bästa operor, blev Mese Mariano aldrig samma framgång som Di Giacomos pjäs eller Giordanos senare operor Andrea Chénier och Fedora. 
Även i Italien har operan spelats sparsamt efter de inledande föreställningarna 1910 och 1922. Mese Mariano spelades i Turin 1937 på Teatro Carignano (i en dubbelföreställning med Hänsel und Gretel) och i Venedig 1949 på La Fenice (i en dubbelföreställning med Le Jongleur de Notre-Dame). Den amerikanska premiären skedde inte förrän 1955 på Carnegie Hall i New York.  Några sena nypremiärer mot slutet av 1900-talet gick av stapeln 1992 på Teatro del Giglio i Lucca och på Teatro Pergolesi i Jesi, samt 1998 vid Festival della Valle d'Itria där den parades ihop med en annan av Giordanos bortglömda operor, Il re. Enligt Livia Berlendi och Emma Carelli har rollen som Carmela sjungits av sådana framstående sopraner som Clara Petrella, Magda Olivero och Patrizia Ciofi.

## Personer
| Roller                                   | Stämma              | Premiärbesättning 17 mars 1910 (Dirigent: Leopoldo Mugnone) |
| ---------------------------------------- | ------------------- | ----------------------------------------------------------- |
| Carmela                                  | sopran              | Livia Berlendi                                              |
| Madre Superiora                          | mezzosopran         | Maria De Loris                                              |
| Suor Pazienza                            | mezzosopran         | Rosa Garavaglia                                             |
| La Contessa                              | mezzosopran         | Vittoria D'Ornelli                                          |
| Suor Cristina                            | mezzosopran         | Maria Slacer                                                |
| Suor Celeste                             | sopran              |                                                             |
| Suor Maria                               | sopran              |                                                             |
| Suor Agnese                              | sopran              |                                                             |
| Don Fabbiano                             | baryton             | Gennaro Curci                                               |
| Valentina, ett barn                      | sopran              |                                                             |
| Pietro, en sjöman                        | tenor eller baryton | Arturo Romboli                                              |
| Barn, nunnor, tjänare och gatuförsäljare |                     |                                                             |

## Handling[11]
1800-talet, ett barnhem i Neapel.
Det är påskdagen och barnen leker och sjunger medan de inväntar grevinnans ankomst. Hon är en av barnhemmets välgörare. När hon anländer sjunger de för henne medan hon ger dem gåvor. Ett av barnen, Valentina, läser därpå en sonett som är skriven till hennes ära av don Fabbiano. Efter att grevinnan har gått och barnen förts till sina rum kommer Carmela in på borggården med en nybakad påsktårta till sin lille pojke. Hon ber syster Pazienza att få träffa honom. Carmela känner igen nunnan som hennes gamla barndomsvän. Skuldmedveten berättar hon för syster Pazienza och abbedissan hur hon blev förförd och sedan övergiven som liten flicka med en son att uppfostra på egen hand. Hon gifte sig så småningom med en arbetare som vägrade ha en annan mans barn i sitt hus och tvingade henne att lämna bort honom till barnhemmet. Carmela går in i kapellet för att be. Medan hon befinner sig där kommer nunnorna och berättar för abbedissan att Carmelas son dog under natten. Abbedissan bestämmer sig för att inte berätta det hemska för Carmela utan förklarar i stället att hon inte kan träffa pojken då han befinner sig med kören som övar inför majfirandet. Carmela lämnar barnhemmet i tårar.